# 賭神2
《賭神2》，是由王晶導演的香港電影，為《賭神》的直接續集。馬來西亞版本稱為《高进传奇》。此电影在1994年上映，创下5,200万港元的票房记录，打破1992年周星驰与梅艳芳所创下《审死官》的记录，但随后被成龙的《红番区》打破。此片是周润发在香港票房最高的电影。

## 內容簡介

### 普通版本
賭神高進雖然經歷過重重風浪，擊敗過無數對手，但早已看透世情，無心戀戰。遂決定退出賭壇，與妻子「溫柔」隱居法國巴黎，過着安穩寧靜的生活。
台灣東湖幫仇笑痴野心勃勃，蓄意消滅賭神，取代賭神在賭壇屹立不倒的地位，更可藉此獨吞朱老先生死後所成立的「國際保護兒童基金會」的16億美元資產。仇笑痴為迫賭神重出江湖，決定親自出馬，到法國一行。同時，高進的好友龍五來到法國探望，高進帶龍五到屋外的花園，而身懷六甲的溫柔則獨自留在家中。
就在此時，仇笑痴帶手下以及陳金城（《賭神》大反派）到訪，見高進不在家中，指使手下用殘酷的手段殺害了溫柔和腹中的胎兒，陳金城並且幫仇笑痴得到那筆基金。高進發現了遇害的溫柔及被強行取出的胎兒後十分悲痛，溫柔臨死時要求高進一年之內不能再賭，並不能承認自己為賭神。在龍五的勸說下，高進決定到中國大陸旅遊，他對溫柔的承諾還有十五日就完結時，身處於千賭湖。
在千賭湖途中，高進遇上了台灣東湖幫黑幫老大海岸及兒子海遠，海岸因行為高調露出錢財，在遊艇上被覬覦錢財的屠軍及其手下殺死，死前託付高進將兒子帶回女兒海棠處。高進與海遠被誤當為遊艇爆炸事件的主謀，被帶到千賭湖區公安局，由公安大隊長郝精忠調查。後來二人成功逃走，並於一間旅館內認識蕭方方及蕭遙遙兄妹，準備回到台南。
郝精忠大隊長不停追捕高進一行人，反被高進一行人挾持，帶到偷渡大王禿鷹的漁船上，要偷渡到台灣，禿鷹見獵心喜，揭露自己是中華民國國防部潛伏在中國大陸的情報員，收集大陸情報，此次生擒了公安大隊長，欲帶回台灣領功，並要將高進一行人趕下船；兩方發生打鬥，禿鷹被打下海，高進一行人也騙過了台灣海岸巡防司令部的巡邏艇，順利到了台南。
高進一行人來到台南，等候海棠接他們，豈料海遠及蕭遙遙卻被仇笑痴的手下綁架，海棠就帶高進、郝精忠和蕭方方到仇笑痴的地下賭場。仇笑痴要求海棠跟他對賭，結果海棠勝出，仇笑痴放走海遠及蕭遙遙，但高進被仇笑痴認出，這時蕭方方假扮賭神，高進反而自稱陳小刀，其身份才不致被識破。
當仇笑痴準備與高進的賭局時，中國特異功能大師張寶成出現，說自己想要勝過高進，以自己的特異功能自薦追查高進下落，與他合謀便可置高進於必敗之境；要求五千萬美金報酬，並說自己不想再留在中國，要賺一筆錢到加勒比海隱居。
另一方面，屠軍和陳金城等人到達高進和蕭方方等人所暫住的海棠住所內，看看仇笑痴在賭場內所見到的賭神是否為本尊。陳金城入屋後向高進表示，他出獄後投靠仇笑痴，但仇笑痴有精神病，強迫跟他對賭，一直賭到陳金城身無分文，仇笑痴就斬了陳金城的雙手，所以要求高進贏仇笑痴。此時陳金城對話被竊聽，陳被仇笑痴的手下阿寶狙擊殺害，屠軍跟其他手下一起衝入屋內，欲殺掉高進和蕭方方等人，但是在高進的反抗與龍五的支援下全部被槍殺，高進和蕭方方等人雖然平安無事，但是蕭遙遙因腹部中彈失血過多致死。
高進對妻子的承諾完結後，可以名正言順地在賭場向仇笑痴決一死戰（賭局價格包括龍五的財產）。結果，在賭局中高進戰勝了仇笑痴，在賭場樓上、仇笑痴房間中監視張寶成的阿寶被張寶成扔下摔死，高進解說與仇笑痴合謀的並非真正的特異功能大師張寶成，而是高進的好友、也是「鄧小平的御用魔術師」，「張寶成」其實是高進密謀復仇的計劃之一。由於被高進的「一年之計」所騙，仇笑痴發難拔出象牙手鎗欲殺高進（由於一般槍枝會被金屬探測器發現而改用象牙製），但被高進以保安人員的武士刀砍腹而亡。

### 馬來西亞版本
由於馬來西亞電檢尺度嚴厲，此片特為該市場補拍若干戲份以作過關，並改名為《高進傳奇》。故事內容亦大變，龍五會化身成國際刑警，與高進合作設局引仇笑痴入網，而賭局完成後則會加插國際刑警到場拘捕仇笑痴，最後龍五會主持記者招待會曉以大義，勸戒青少年人切勿賭博。

## 備忘錄
戲中开头高进（周润发飾演）与龙五（向华强飾演）聊天时透露刀仔（劉德華飾演）和星仔（周星馳飾演）已在江湖上出人頭地。因此，此作即是《赌侠2之上海滩赌圣》的延續。

## 拍攝地點
本片部分場景在台灣拍攝。港口則在北海岸的富基漁港，台南部分包括高進抵達賭場門口（友愛街南都戲院；已拆，現改為平面停車場）、百貨公司（遠東百貨；已重建）、公安追緝高進（仁德糖廠甘蔗園）。
一位台南市民涉入石頭鄉烤玉米的商標官司糾紛，他在法庭上舉出賭神2電影裡在南都戲院門口取景的片段畫面，證明他早在電影拍攝的1994年就使用該商標招牌，遠在原告註冊之前，2011年5月官司獲得無罪判決。

## 主要角色
| 演員           | 角色       | 人物簡介 | 粵語配音     | 國語配音 |
| 周潤發         | 高進       | 本片主角，人稱賭神，妻兒遭台灣東湖幫角頭仇笑痴殺害，並答應妻子臨死前的最後一個要求–一年內不與任何人賭博。曾經有那麼一段時間，他選擇遊歷大江南北，希望減輕自己的仇恨，在千賭湖一行中他認識了台南女性海棠，並與其結下不解之緣，千賭湖事件爆發後被大陸公安誤以為是兇手而與海遠一行人偷渡到台南，後如願擊敗仇笑痴並親手血刃他，也幫妻兒報了仇 | 周潤發       | 杜德勳   |
| 邱淑貞         | 海棠       | 海岸女兒，海遠姐姐，精通國、台、粵三語，不僅擁有沉魚落雁、傾國傾城之容顏，也精通十八般武藝。至大陸千賭湖旅遊時因偷拍事件而與高進相結識，如俗話所說不打不相識，後借給高進一根頭髮，助高進贏得賭局 | 何錦華       | 杜素真   |
| 梁家輝         | 蕭方方     | 高進摯友，綽號「小喇叭」，特色為留著一頭如浪人般的長髮，在其最窮困潦倒時助其許多，並曾在台南賭場時為求幫高進保密而假冒他的身分，唯一的敗筆為太過貪圖海棠美色 | 梁家輝       | 李香生   |
| 張 敏          | 溫柔       | 高進之妻，為其懷一子，但不幸遭仇笑痴殺害 | 沈小蘭       | 崔幗夫   |
| 吳興國         | 仇笑痴     | 東湖幫幫主 海岸之手下，後反目 高进之仇敵 野心勃勃，心狠手辣，蓄意消灭赌神，进而取代赌神在赌坛屹立不倒的地位，为了权利不惜杀死前老大海岸全家。为迫赌神重出江湖亲自出马到法国一行。见高进不在家中，用残酷的手段杀害了温柔和腹中的胎儿，并开始追杀高进。最终被高进打败                                                                       | 吳興國(國語) | 石班瑜   |
| 向華強         | 龍五       | 高進摯友 | 劉江         | 孫德成   |
| 吳倩蓮         | 蕭遙       | 原名为萧遥但因为名字笔画不利而改为萧遥遥，旅館總機小姐，綽號「小吉他」、「遙遙」，個性是習慣不按牌理出牌，後因一連串的際遇進而對高進產生好感，曾因為不理高進的呼叫而一度被高進誤以為是聾子，特色是清亮高亢的嗓音及多變的音色，最後在槍戰中遭仇笑痴手下屠軍殺害                                                                            | 林珊珊       | 馮友薇   |
| 柯受良         | 海岸       | 東湖幫幫主 台南人 海棠、海遠之父 仇笑痴之前老大，後反目 個性幽默風趣、不拘小節 最後在千賭湖船上遭仇笑痴手下屠軍暗算 | 柯受良       | 林協忠   |
| 謝 苗          | 海遠       | 海岸兒子、海棠弟弟，個性叛逆且伶牙俐齒，古靈精怪的個性連郝精忠也得敬他三分，在千賭湖刺殺行動中生還，並由高進帶回台南交給海棠 | 陸惠玲       | 董錦萍   |
| 盧惠光         | 屠軍       | 仇笑痴手下，見財起意在千賭湖遊艇上殺害海岸，更意圖殺害高進但未果。後與高進一行人在屋內爆發槍戰，大勢已去之際還一度挾持蕭遙做人質，但後仍難逃遭高進亂槍打死的宿命 | 陳欣         | 魏伯勤   |
| 李兆基         | 舅舅       | | 陳永信       | 胡大衛   |
| 羅家英         | 禿鷹       | 本名達文西，單眼盲，中華民國國家甲級特派情報員，在大陸當18年臥底，與高進共同偷渡到台南，但中途在船上與郝精忠搏鬥失足落入公海而下落不明 | 羅家英       | 胡立成   |
| 徐錦江         | 郝精忠     | 任職大陸公安大隊長，辦案公正分明，個性略帶幽默風趣、心直口快。登場初期因千賭湖行刺事件一度誤以為高進是兇手而將之逮捕，後受高進一行人招待到台灣「旅遊」，賭局中預言高進會因賠上雙眼而改行從事按摩業，令身旁的人又愛又恨 | 周志輝       | 陳明陽   |
| 符鈺晶         | 郝精忠之妻 | 郝精忠之妻，個性口舌招尤，油嘴滑舌，在高進短期拘留於公安局的期間對其百般挖苦 | 黃鳳英       | 杜素真   |
| 黃錦江         | 張寶成     | 高進摯友，假冒張寶成。冷酷中略帶點幽默，特色是他的魔術境界可以無所不能，在郝警官警帽上點火、幫鄧小平贏橋牌、把撕碎的撲克牌拚回來、在賭局制服X光機詐賭的控制者對他皆是雕蟲小技。充當仇笑痴臥底，暗中幫著高進讓他贏得最後勝利 | 黃錦江       | 沈光平   |
| 鮑漢琳         | 陳金城     | 《賭神》大反派，為向高進報復而投靠仇笑痴，但後來被仇笑痴強迫與其賭博，賠掉所有金錢和遭其斬斷雙手，最後請求高進幫向仇笑痴報仇，並向高進道歉，但隨後即遭仇笑痴派人暗殺 | 高翰文       | 胡立成   |
| 陳志輝         | 郝精忠小舅 | 不尊重人權，隨意亂打人的公安警員 | 古明華       | 孫德成   |
| 田啟文         | 香腸攤販   | 台南港邊的香腸小販，以轉盤遊戲的方式決定客人香腸條數，但卻懷不良心機，意圖以U型磁鐵來違反遊戲規則，因被高進一行人用更大的漁船磁鐵作弊抽中十條而嚇到腿軟，後又被誤以為當中共間諜在此臥底而被帶回警局 |              | 魏伯勤   |
| 林志泰         | 阿寶       | 賭場X光機監控者，在高進賭贏的那一刻，遭冒牌的張寶成拋下樓，讓在場觀眾見識他的「廬山真面目」，臨死前不明白為何高進的紅心A會自己移動 |              | 胡大衛   |
| Edward Corbett | 裁判       | 擔任高進與仇笑痴賭局的執法人員 |              |          |

## 插曲
- 鄧麗君「梅花」，於公海上高進一行人為欺瞞中華民國砲艇而唱
- 劉德華「獨自去偷歡」，於台南旅社高進與遙遙獨處時唱
- 中國大陸國歌「義勇軍進行曲」，於公安郝精忠誤認中華民國砲艇為中華人民共和國砲艇而唱

## 軼事

### 英文片名問題
《賭神2》的英文片名本應叫「God of Gamblers II」，但是已經被1990年上映的《赌侠》用掉了，因此本片只能翻譯成「God of Gamblers' Returns」。